# Best Laid Plans (film 2012)
Best Laid Plans è un film del 2012 diretto da David Blair.

## Trama
Danny è un delinquente indebitato con un gangster locale. Al fine di pagare i debiti manipola e convince il suo amico Joseph, un gigante con l'età mentale di un bambino di sette anni, a partecipare a lotte clandestine sotterranee.